# Cerro la Campana
Cerro la Campana är en ort i Mexiko.   Den ligger i kommunen Tantoyuca och delstaten Veracruz, i den sydöstra delen av landet, 230 km norr om huvudstaden Mexico City. Cerro la Campana ligger 188 meter över havet och antalet invånare är 289.
Terrängen runt Cerro la Campana är huvudsakligen platt, men den allra närmaste omgivningen är kuperad. Cerro la Campana ligger uppe på en höjd. Runt Cerro la Campana är det ganska tätbefolkat, med 72 invånare per kvadratkilometer. Närmaste större samhälle är Tantoyuca, 3,5 km norr om Cerro la Campana. Trakten runt Cerro la Campana består till största delen av jordbruksmark.